# Крюкова, Капитолина Николаевна
Капитоли́на Никола́евна Крю́кова (1914—2002) — казахстанский политический деятель. Депутат Верховного Совета Казахской ССР 2—6 созывов. Заместитель Председателя Президиума Верховного Совета КазССР. В период с 25 августа 1960 года по 3 января 1961 года исполняла обязанности Председателя Президиума Верховного Совета Казахской ССР.

## Биография
Родилась в 1914 году в Бельске. Член КПСС.
С 1929 года — на хозяйственной, общественной и политической работе. В 1939—1971 гг. — старший агроном, директор совхоза, заместитель председателя Акмолинского облисполкома, заместитель Председателя Президиума Верховного Совета Казахской ССР, заместитель председателя Государственного комитета лесного хозяйства Совета Министров Казахской ССР. 
Избиралась депутатом Верховного Совета Казахской ССР 2-6-го созыва.
Умерла в 2002 году.